# Evan Bayh
Birch Evans Bayh III (Shirkieville, 26 dicembre 1955) è un politico statunitense, senatore per lo stato dell'Indiana dal 1999 al 2011 e in precedenza governatore dello stesso stato dal 1989 al 1997. Membro del Partito Democratico, Bayh è il figlio dell'ex senatore per lo stato dell'Indiana dal 1963 al 1981 Birch Bayh.

## Biografia
Si è laureato in economia all'università dell'Indiana nel 1978 ed è sposato con Susan Breshears Bayh, da cui ha avuto due figli gemelli (Beau and Nicholas) nati nel 1995. Professa la fede episcopale.
Figlio del senatore Birch Bayh, ha ripercorso le orme paterne facendo politica con il Partito Democratico: nel 1986 venne eletto segretario di stato dell'Indiana, incarico che mantenne fino al 1989 anno in cui si dimise dall'incarico per diventare governatore dello stato.
Riconfermato nel 1992, durante i suoi mandati da governatore ha ridotto le tasse ai ceti medio-bassi ed ha stabilito che l'unico sistema legale per applicare la pena di morte è l'iniezione letale. Nel 1999 è entrato nel Senato, eletto ovviamente in Indiana, e nel 2001 prese il posto di Joe Lieberman come segretario nazionale della DLC (Democratic Leadership Council) venendo poi sostituito quattro anni dopo da Tom Vilsack.
Nel 2007 Evan Bayh ha fatto partire le pratiche burocratiche per preparare la sua candidatura alle elezioni presidenziali del 2008, ma all'ultimo momento ha preferito ritirarsi per appoggiare Hillary Clinton: venne considerato tra i possibili candidati vicepresidente dei democratici se la senatrice di New York avesse vinto le primarie.